# Corymbia citriodora
Espèce
Classification phylogénétique
Répartition géographique
Synonymes
- Eucalyptus citriodora Hook. (1848)[1]
- Eucalyptus maculata var. citriodora (Hook.) F.M.Bailey (1883)[2]
- Eucalyptus melissiodora Lindl. (1848)[3]

Corymbia citriodora, l'eucalyptus citronné, est une espèce de plantes à fleurs du genre Corymbia et de la famille des Myrtaceae. C'est un arbre originaire d'Australie.

## Description
C'est un grand arbre de 50 mètres de haut dont le feuillage dégage une odeur citronnée. Son écorce est fibreuse, grise ou gris brun se détachant en longs rubans. Les petites branches sont de couleur verte.
Les feuilles sont vertes, concolores, étroites, lancéolées, terminées en pointe et mesurent 7 à 15 centimètres de long sur 0,7 à 1,5 de large. Elles dégagent une odeur de menthe poivrée lorsqu'elles sont malaxées.
Les fleurs sont regroupées par 11 à 20. Elles apparaissent en été (octobre à janvier) et sont de couleur jaune crème.
Il doit son nom à la forte odeur de citron que dégage son feuillage.
Il était précédemment[réf. souhaitée] classé parmi les Eucalyptus d'où son nom vernaculaire.

## Origine et habitat
L'arbre est originaire des régions tropicales et tempérées de l'est de l'Australie (Nouvelle-Galles du Sud, Queensland) (voir carte).
Il a été introduit dans d'autres régions du monde (Amérique du Sud, Chine, ...).

## Utilisation
On extrait des feuilles et des rameaux l'huile essentielle qui a des vertus médicinales,.
Principes actifs connus de l'huile essentielle de feuilles et de rameaux: aldéhydes (citronnellal), eucalyptol (3 %), alcools : citronnellal, géraniol.
Principales propriétés de l'huile essentielle de feuilles et de rameaux (usages externes)[réf. souhaitée] : anti-inflammatoire  et antirhumatismal puissant, antalgique, apaisante cutanée[Quoi ?], calmante[Quoi ?], fongicide, hypotensive, sédative.
L'huile essentielle est l'agent actif de nombreux répulsifs à moustiques.

## Synonyme
- Eucalyptus citriodora Hook.